# Nutacija
Nutacija u astronomiji je malo periodično remećenje Zemljina precesijskoga stošca, uzrokovano promjenom relativnih položaja i udaljenosti Mjeseca i Sunca. Nutacija uzrokovana Mjesecom pomak je nebeskih polova od srednjega položaja za ± 9″ s periodom od 18,6 godina, koliko iznosi period regresije Mjesečevih čvorova; naime, ravnina Mjesečeve staze, koja je prema ravnini Zemljina ekvatora nagnuta pod kutom od 5° 9′, zakreće se i utječe na položaj osi Zemljine vrtnje. Sunčeva je nutacija manja, s periodom 0,5 Sunčeve ili tropske godine.

## Zemljina precesija i nutacija
Osim vrtnje (rotacije) i obilaženja oko Sunca (revolucije), Zemlja pokazuje još jednu vrstu gibanja. Njena os također se neprestano giba i opisuje stožac oko pola ekliptike, i to u smislu lijevog vijka koji napreduje na sjever. Vršni polukut stožca jednak je nagibu ekliptike (ekliptika je nagnuta je pod kutom od 23°27′ prema nebeskom ekvatoru). Zbog toga zakretanja osi u istom se smislu zakreće i presjecište ravnine ekliptike s nebeskim ekvatorom, a s njime i proljetna točka. Zato proljetna točka mijenja mjesto među zvijezdama. Pomak proljetne točke odvija se u smjeru dnevne vrtnje neba, a to je upravo suprotno od prividnog, godišnjeg gibanja Sunca: proljetna točka se kreće na zapad, a Sunce na istok. To znači da proljetna točka ide u susret Suncu, ili "pred" Sunce. Otuda potječe latinski naziv te pojave, jer praecedere znači ići naprijed.
Zemljinu precesiju tumači mehanika rotirajućeg krutog tijela. Najjači utjecaj na nju pokazuju Mjesec i Sunce. Mjesec je djelotvorniji zato što je mnogo bliže. Zajednički učinak Mjeseca i Sunca naziva se luni-solarnom precesijom. No dok se Sunce nalazi uvijek u ravnini ekliptike, Mjesečeva staza je prema njoj nagnuta otprilike za 5°. Otuda dolazi do periodičke promjene Mjeseceva utjecaja, u vremenu od 18.66 godina (to je period regresije čvorova Mjesečeve staze), pa precesijski stožac nije sasvim gladak nego ispunjen naborima. Pojava nabora naziva se nutacija.

### Opća precesija
Veličina luni-solarne precesije iznosi 50.37" na godinu. To je kut za koji bi se po ekliptici pomaknula proljetna točka kada bi djelovali samo Mjesec i Sunce. No utječu još i planeti. Njihov se učinak ili planetska precesija ističe kao promjena položaja ravnine ekliptike. Pod privlačnom silom planeta, Zemlja se njiše oko 0.05" na godinu (u današnje vrijeme). Zbog toga će proljetna točka kliziti i po nebeskom ekvatoru za 0.13" na godinu, pa će u smjeru ekliptičkih dužina ukupan pomak iznositi 50.25" na godinu. To je godišnji iznos opće Zemljine precesije. 
Zemljina precesija dovodi do razlike između Sunčeve (tropske) i zvjezdane (sideričke) godine. Zvjezdana godina je vrijeme potrebno da Sunce na nebeskoj sferi prevali puni kut ili, drugim riječima, vrijeme obilaženja Zemlje oko Sunca s obzirom na neki zadani smjer u prostoru (npr. u odnosu na proljetnu točku). U Sunčevoj godini Sunce prevali nebeskom sferom kut koji je od punog kuta manji za iznos Zemljine precesije; kut od 360° - 50.25” Sunce prijeđe za vrijeme Sunčeve godine od 365.2422 dana, a kut od 360° za vrijeme zvjezdane godine. Zvjezdana godina je oko 20 minuta duža od Sunčeve godine.

### Platonova godina
Iz iznosa opće precesije lako nađemo razdoblje vremena u kojemu Zemljina os obiđe precesijski stožac, a proljetna točka puni krug po nebeskom ekvatoru. Ako pomak u jednoj godini iznosi 50.25", tada za pomak od 360° treba 25 800 godina. To je Platonova godina. U tom razdoblju nebeski pol opiše kružnicu među zvijezdama. Stoga će današnju Sjevernjaču (α Malog medvjeda) zamjenjivati druge zvijezde. Prije 5000 godina zabilježena je kao Sjevernjača zvijezda Tuban (α Zmaja). Oko godine 14 000. kao Sjevernjača će služiti zvijezda Vega, iako sjevernom nebeskom polu neće prići bliže od 5°. Od vremena kada su astronomi imenovali zviježđa i ustanovili Zemljinu precesiju, proljetna se točka pomaknula iz zviježđa Ovna u zviježđe Riba, a tako su se u susjedno zviježđe pomaknule i ostale glavne točke ekliptike. Znakovi tih točaka ostali su međutim isti kao što su i bili. S pomakom proljetne točke povezana je najviše i promjena zvjezdanih rektascenzija, dok je promjena deklinacija mnogo manja. 